# Apriës
Apries (Ἁπρίης), Wahibre (Ουαφρης of ὀάφρης), Waphres (Manetho), Haaibra Wahibra (Egyptische naam), de Bijbelse Hophra, Hofra of Chofra (Hebreeuws), was een Egyptisch farao die van 589 tot 570 v.Chr. regeerde. Hij was de vierde heerser van de 26e dynastie, de Saïtische dynastie.

## Leven
Zodra Apriës de macht van zijn vader Psammetichus II had overgenomen, begon hij een agressieve buitenlandse politiek te voeren, waarmee hij zich scherp afzette tegen het beleid van zijn voorganger. Hierbij concentreerde hij zich hoofdzakelijk op de uitbreiding van het Egyptische machtsbereik aan de noordoostelijke landgrenzen. Om dit doel te bereiken, begon hij met aanvankelijk weinig succesvolle militaire operaties in Fenicië-Palestina. Op zee versloegen de Egyptenaren een Fenicisch-Cypriotische vloot (respectievelijk van Tyrus en Kition) maar de effectieve gevolgen van deze overwinning voor de machtsverhoudingen zijn moeilijk in te schatten - of Cyprus veroverd werd of niet is onduidelijk.

### Proefneming
De eerste van deze operaties was een poging in 588 v.Chr. om de belegering van Jeruzalem door Nebukadnezar II te beëindigen. Deze sloeg dit voornemen de bodem in, door zijn troepen terug te trekken en een jaar later de belegering voort te zetten. De daaropvolgende verovering door zijn troepen leidde tot de ondergang van het Koninkrijk Juda en de wegvoering van een groot aantal van de inwoners hiervan in Babylonische gevangenschap. Welke rol Apriës bij deze gebeurtenis heeft gespeeld en waarom hij zijn troepen heeft teruggetrokken, is tegenwoordig niet meer bekend.

### Belegering van Tyrus en muiterij
Een andere mogelijk door Apriës begonnen operatie was de belegering van Tyrus door de Egyptische vloot. Het verslag van Herodotos over deze zeeslag is echter in tegenspraak met andere bronnen, waardoor dit beleg misschien nooit heeft plaatsgehad. In 576 v.Chr. slaat het garnizoen in Elephantine aan het muiten. De soldaten, die van plan waren naar Ethiopië te trekken, konden echter op het laatste moment nog door hun commandant Neshor door onderhandeling tot inkeer worden gebracht.

### Tempel en opstand
Niettegenstaande de militaire veldslagen die Apriës leidde, liet hij de Egyptische tempel van de Saïten in Memphis uitbreiden, en schonk hij ook landerijen, dienaren en vee uit de erfenis van zijn vader Psammetichus II aan de priesters van de daar gelegen tempel van de godheid Ptah. Aldus liet hij een indruk van weldoenerij na op latere generaties. In het laatste jaar van zijn regering zag Apries zich met een opstand van het gezamenlijke Oud-Egyptische leger, met uitzondering van de Griekse huurlingen geconfronteerd, die hij door een strategische inschattingsfout, namelijk een veldtocht tegen de polis Cyrene in 571 v.Chr., zelf had veroorzaakt. De krijgstocht naar Cyrene eindigde met een zware nederlaag van de Egyptische troepen. De overlevenden verdachten Apriës ervan hen te hebben verraden. De koning beval de veldheer Amasis, de opstand, die een openlijk uitbreken van vijandelijkheden onder de Egyptische troepen (Griekse huurlingen tegen inheemse soldaten (Grieks: Machimoi)) betekende, te beëindigen.

### Slag bij Momemphis
Daar de rebellen echter inheemse soldaten waren en dus het grootste deel van het Egyptische leger uitmaakten, gaf Amasis zich aan hen over en liet zichzelf tot farao uitroepen. Daardoor stonden nu nog slechts de Griekse huurlingen onder het bevel van Apriës. In de slag bij Momemphis werd Apriës' huurlingenleger verslagen. Apriës restte bij gebrek aan andere soldaten geen andere mogelijkheid dan in 569 v.Chr. uit de Nijldelta te vluchten. In 567 v.Chr. trok Apriës met een nieuw leger uit Opper-Egypte in de richting van de Nijldelta om Amasis te bestrijden en de Egyptische troon te heroveren. Apriës leed echter een nederlaag en werd door Amasis gevangengenomen. Deze leverde hem over aan de algemene volkswoede, waarbij Apriës werd gedood. Daarop werd Apriës met alle eerbewijzen in de hoofdstad Saïs bijgezet.
Amasis zou vervolgens met een dochter van Apriës, vermoedelijk Chedebnitjerbone II (Herodotus noemt haar Nitetis), zijn getrouwd.

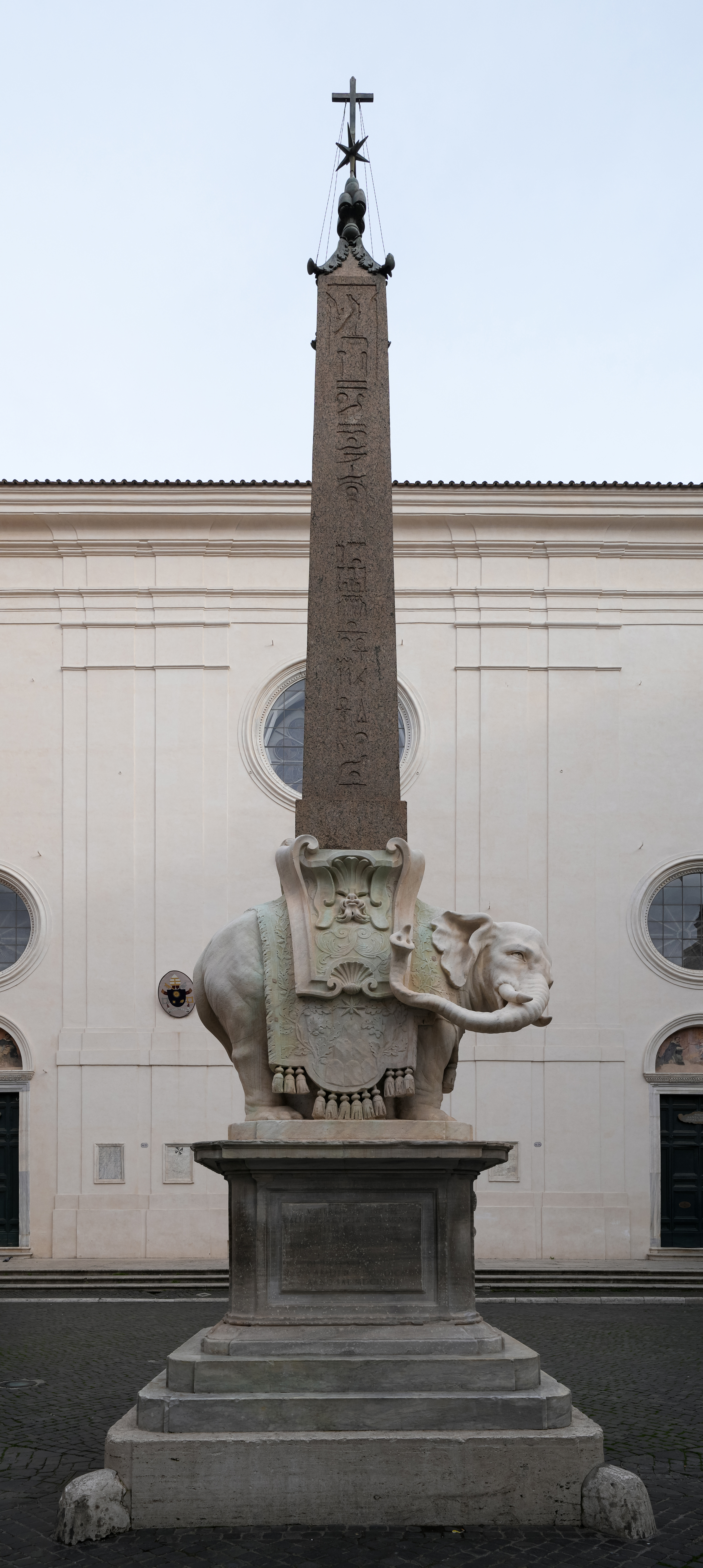
Het Olifantje van Bernini
Op het plein Piazza della Minerva in Rome. De Obelisk op de rug van deze later gemaakte olifant was oorspronkelijk opgedragen aan Apriës

## Monumenten
Als groot bouwheer schrijft men hem, naast de Obelisk, opgericht voor de tempel van Neith in Saïs, een paleis in het grote noordelijke stadsgebied van Memphis toe. De zuilen, die nog deels uitsteken op de site, dragen nog steeds zijn titulatuur. Hij is ook actief geweest in Heliopolis en men herkent hem in talrijke voorstellingen in verschillende groottes waaronder een kolossale sfinx, opgevist uit het meer van Qait Bay in Alexandrië, die zich in het Louvre bevindt. Het centrale deel van de tempel in Mendes werd door Apriës opgetrokken. De door Siamun gebouwde tempel van Anat in Tanis werd onder zijn regering door een nieuw gebouw vervangen. Daarnaast trok hij ook nog een naos op in Hermopolis Parva en liet hij restauratiewerken uitvoeren aan de tombe van Djer in Abdysos. Zijn naam werd ook aangetroffen op kalkstenen zuilen gevonden in Athribis, op een granieten blok in Deir el Abjad, op verscheidene blokken in verschillende sites (Fuah, Gunâg, Mahalla el-Kubra, Memphis), en hij wordt ook vermeld in een rotsinscriptie nabij Konossos. Een obelisk van Apriës kan men bewonderen op het Minervaplein te Rome, net achter het Pantheon gelegen.

## Antieke bronnen
- Diodoros van Sicilië, Bibliotheca Historia
- Herodotos, Historiën II 161-163, 169, 171.
- Manetho
- Oude Testament: Jer. 37:5, 37:7, 37:11, 44:30; Ez. 29:2-3.

## Galerij

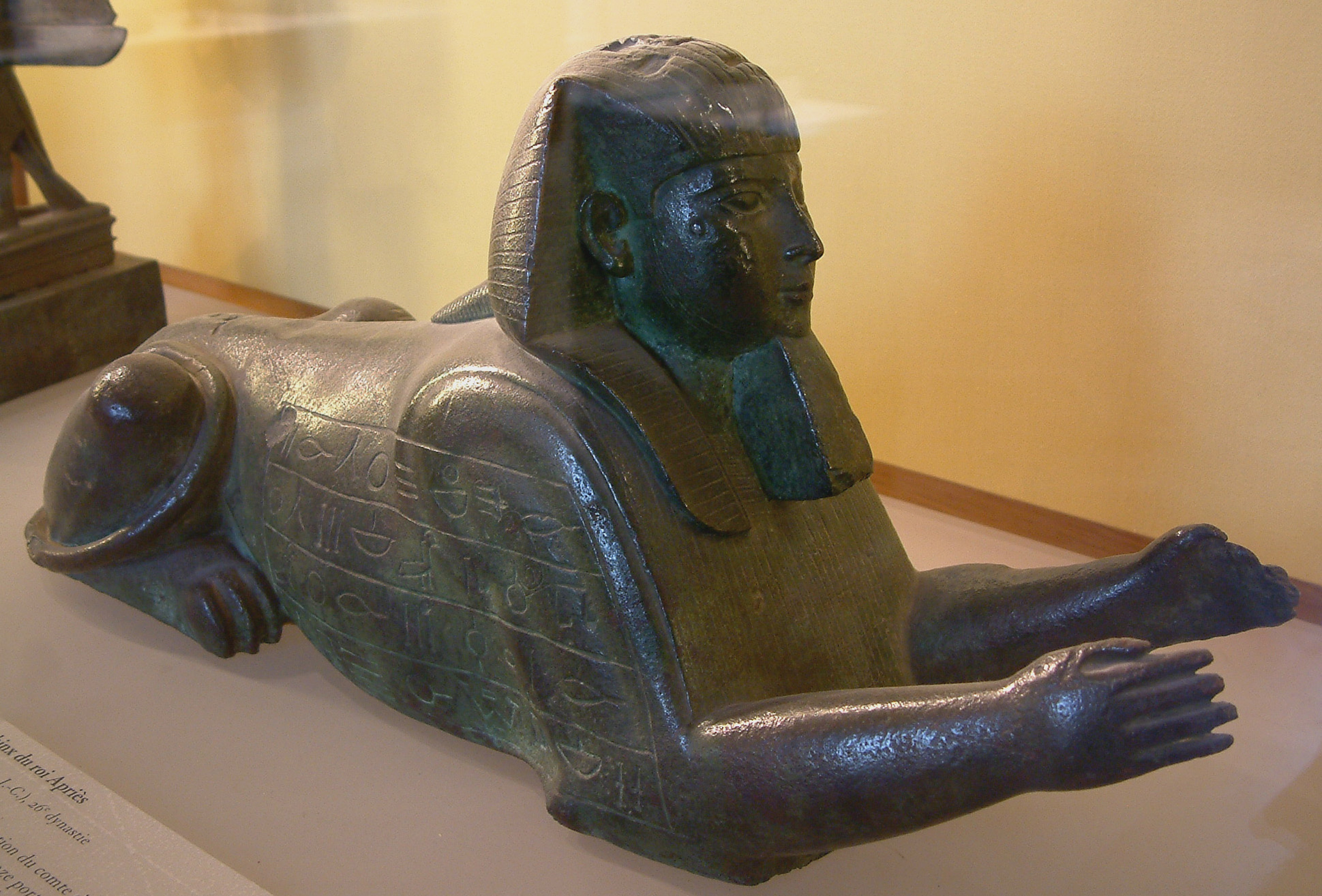
Sfinx met het hoofd van Apriës Louvre
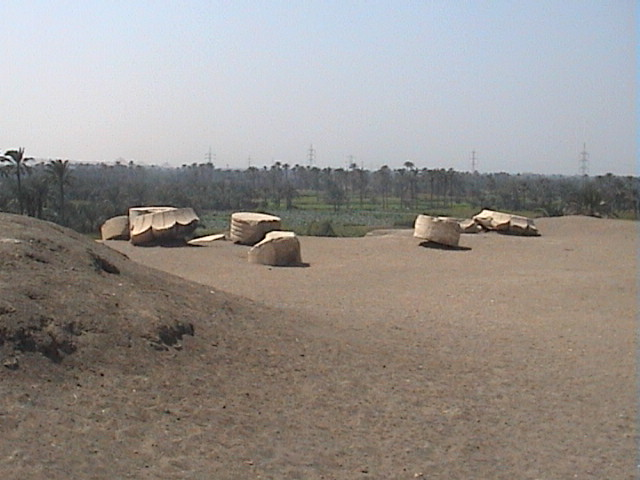
Zicht op de zuilen van het paleis te Memphis